# Kranzbach (Isar)
Der Kranzbach (Oberlauf Kreidenbach) fließt durch das östliche Werdenfelser Land und entwässert die nördlichen Abhänge des Hohen Kranzbergs
und des Brendten, den östlichen Teil des Wambergsattels, die südöstlichsten Ausläufer des Estergebirges und Teile der Buckelwiesen nördlich von
Mittenwald. Zum Einzugsgebiet des Kranzbachs gehören auch der Wildensee, der Tennsee, der Grubsee und der Barmsee.
Der Kranzbach, bis zur Einmündung des Roßgrabens Kreidenbach genannt, fließt am Schloss Kranzbach vorbei durch den Krüner Ortsteil Klais, tangiert im weiteren Verlauf die Krüner Ortsteile Barmsee
und Bärnbichl und fließt schließlich durch die Ortschaft Krün. Ursprünglich mündete der Kranzbach nördlich von Krün, wenig oberhalb der Mündung des Finzbachs, direkt in die Isar, wie alte topografische Karten zeigen.
Mit dem Bau des Walchenseekraftwerks und des Überleitungskanals von der Isar in den Walchensee (Obernachkanal) wurde der Kranzbach in diesen Kanal eingeleitet.
Seitdem fließt das Wasser des Kranzbachs über den Walchensee und die Loisach ab und erreicht seinen natürlichen Vorfluter, die Isar, nur indirekt.
Die letzten ca. 500 m des Kranzbachs bis zu seiner Einleitung in den Obernachkanal wurden verrohrt.
Aus Gründen des Hochwasserschutzes wurde eine 1,2 km lange Flutmulde angelegt, über die überschüssiges Wasser des Kranzbachs noch vor der Ortschaft Krün
nach Norden in den Finzbach abgeleitet wird.

## Fotos

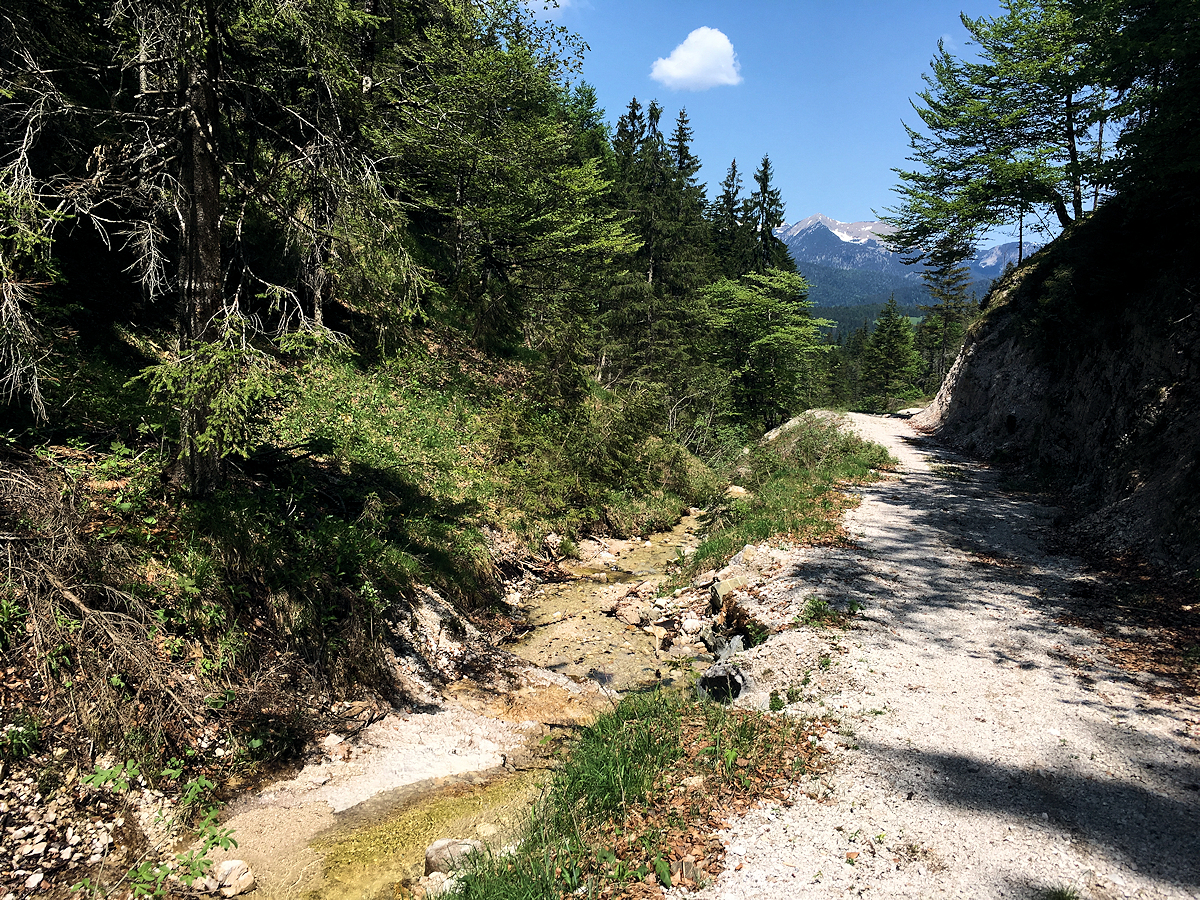
Kreidenbach (Oberlauf des Kranzbachs)
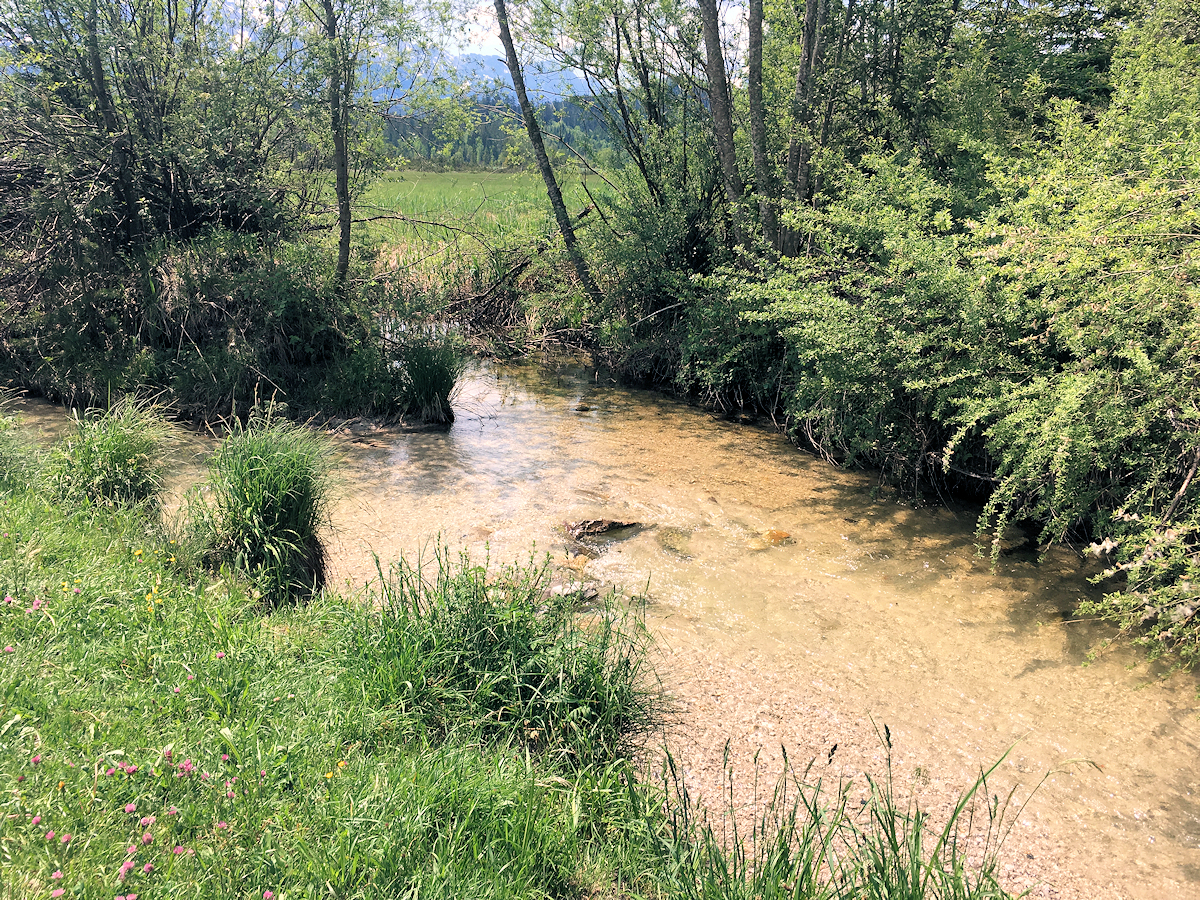
Kranzbach (von links) an der Einmündung des Abflusses des Barmsees
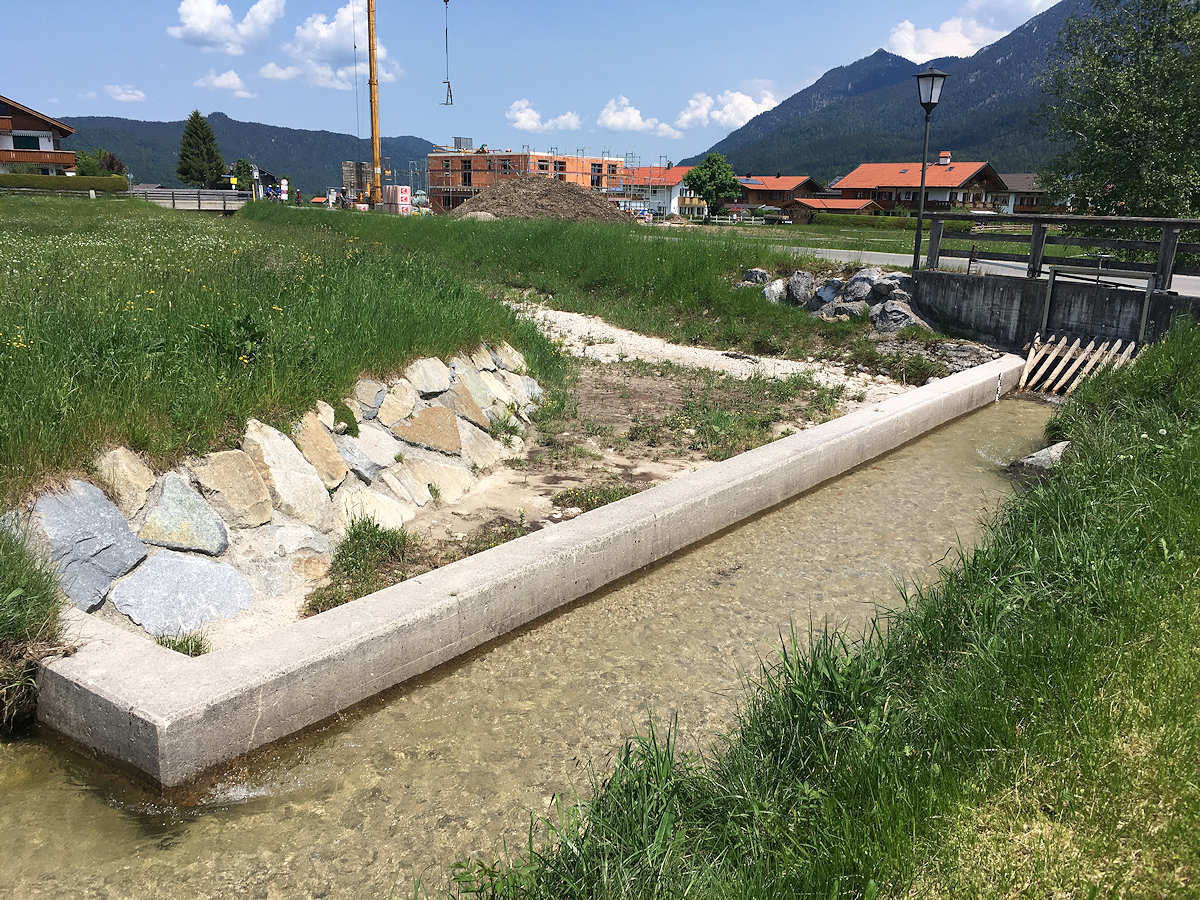
Kranzbach bei Krün (Ableitung in die Flutmulde)
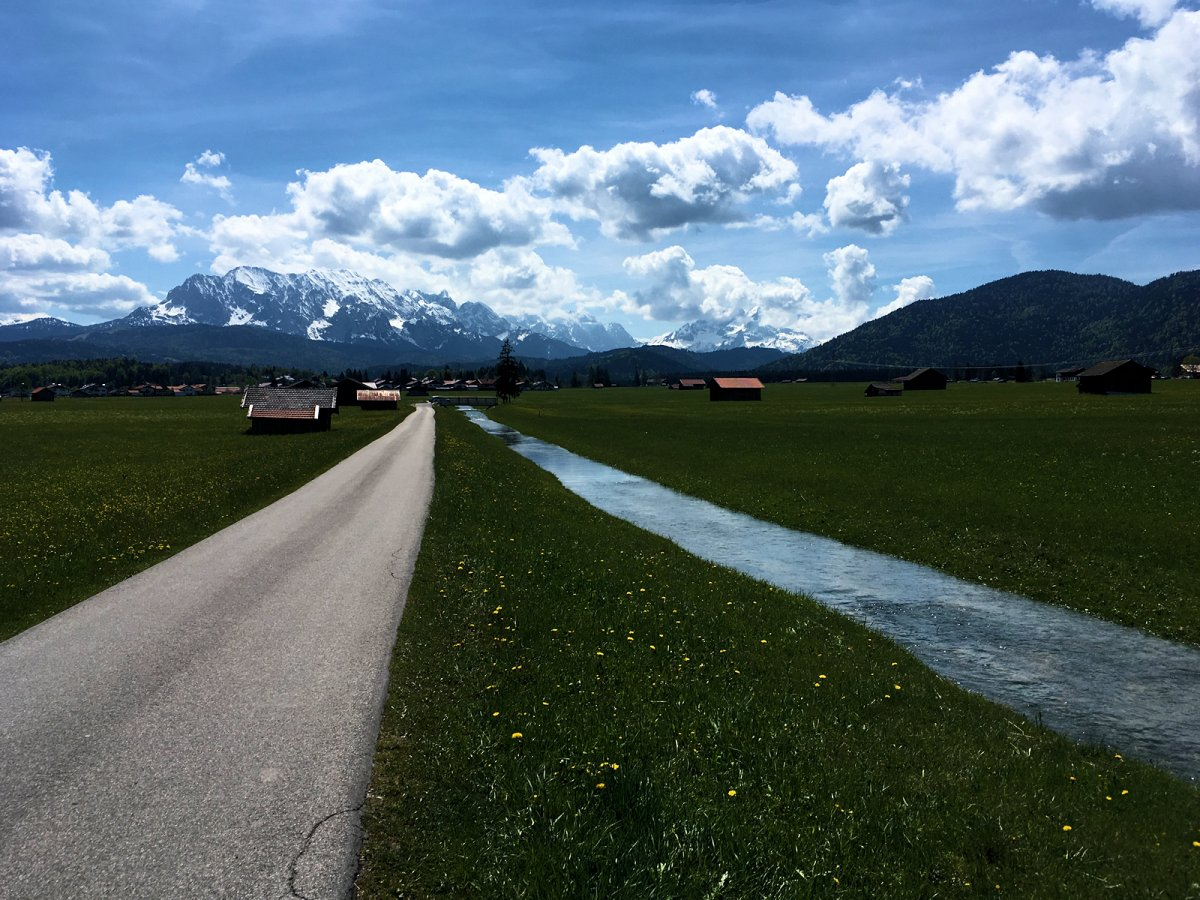
Flutmulde des Kranzbachs kurz vor Einmündung in den Finzbach (bei Hochwasser)
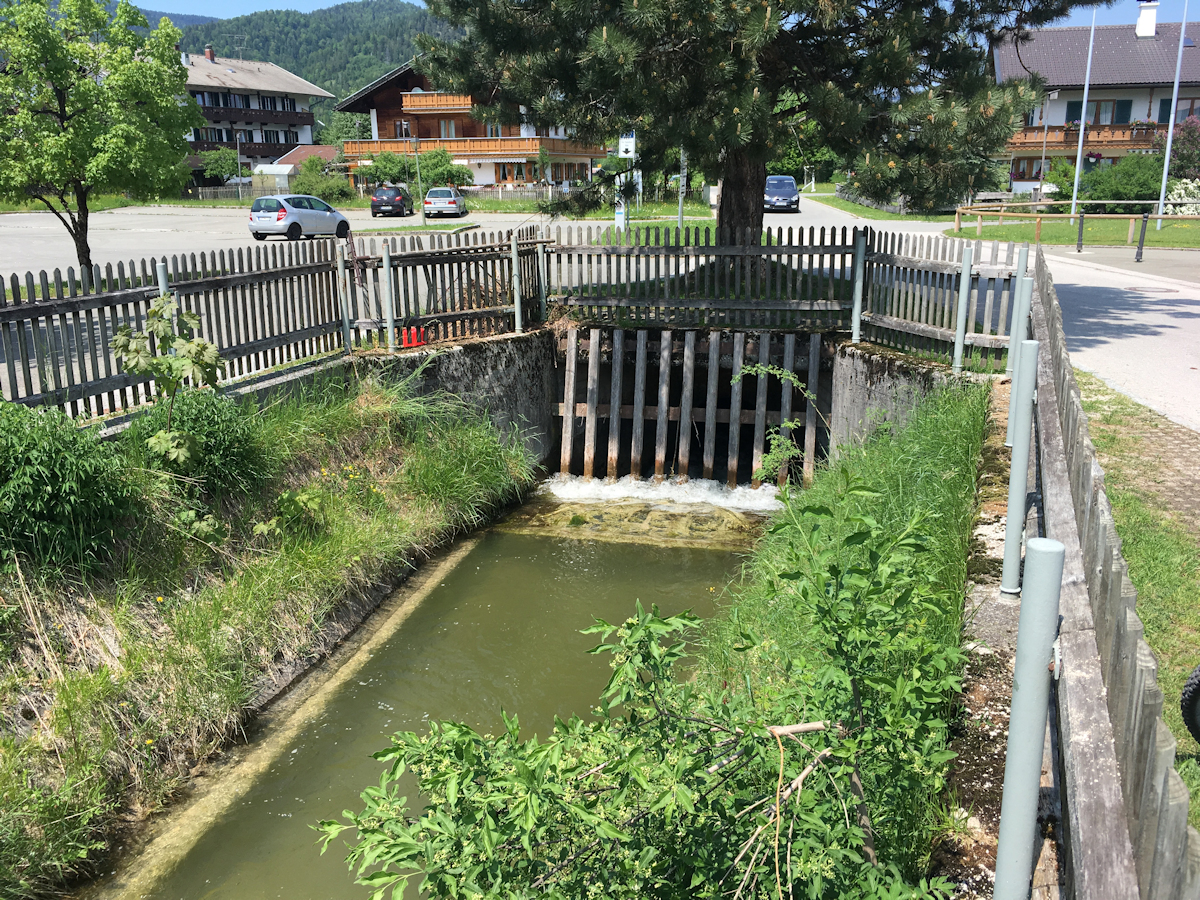
Kranzbach in Krün (Beginn des Stollens zum Obernachkanal)